# 埃德·倫德爾
愛德華·金·「埃德」·倫德爾 （Edward Gene "Ed" Rendell，1944年1月5日—）美國律師。曾任費城市長 （1992年—1999年），現任美國賓夕法尼亞州州長。民主黨籍。